# Wang Ziming
Wang Ziming (en chino tradicional, 王子銘; en chino simplificado, 王子铭; pinyin, Wáng Zǐmíng; Qingdao, Shandong, 5 de agosto de 1996) es un futbolista chino que juega en la demarcación de delantero para el Beijing Guoan FC de la Superliga de China.

## Selección nacional
Hizo su debut con la selección absoluta de China el 7 de junio de 2019 contra Filipinas en un partido amistoso que finalizó con un resultado de 2-0 a favor del combinado chino tras los goles de Zhang Xizhe y Wu Xi.

## Clubes
| Club              | País  | Año       | Partidos | Goles |
| ----------------- | ----- | --------- | -------- | ----- |
| Qingdao Jonoon FC | China | 2014-2017 | 41       | 4     |
| Beijing Guoan FC  | China | 2017-     | 175      | 32    |

## Palmarés

### Títulos nacionales
| Título        | Club          | País  | Año  |
| ------------- | ------------- | ----- | ---- |
| Copa de China | Beijing Guoan | China | 2018 |